# Яджна (аватара)
Яджна (санскр. यज्ञ, IAST: yajña) или Яджнешвара («Владыка Яджны») упоминается как аватара индуистского бога Вишну в «Бхагавата-пуране». Как Яджна, Вишну является олицетворением индуистского ритуала жертвоприношения — Яджны. Он также был Индрой (царём богов) в Сваямбхува Манвантару, эпохи первого Ману. Его отец — Ручи, а мать — Агути.

## Согласно Пуранам
В «Бхагавата-пуране», «Деви-Бхагавата-пуране» и «Гаруда-пуране» Яджна или Шьявамбхува упоминаются как аватара Вишну или Ади-Нараяны. Яджна классифицируется как один из 14 основных манвантара-аватаров (аватар, соответствующий манвантаре и поддерживающий соответствующего Индру и других богов для поддержания принципов космического порядка), называемых вайбхава-аватарами. Яджна также классифицируется как Кальпа-аватар (аватар, соответствующий определённой кальпе) Вишну.
Яджна — сын Праджапати Ручи и Акути, дочери Сваямбхувы Ману — первого Ману (прародителя человечества) В период Сваямбхувы Манвантары изначально не было Индры, царя Сварги и богов. Вишну воплотился как Яджна и занимал пост Индры.
Вишну-пурана рассказывает, что у Яджны была сестра-близнец по имени Дакшина («пожертвование»). Позже Яджна женился на Шри (дочери мудреца Бхригу) и имел двенадцать сыновей. Эти двенадцать дэвов (богов) вместе называются Ямы.
«Бхагавата-пурана» отождествляет Яджну с Вишну, а Шри — с богиней Лакшми, богиней процветания и супругой Вишну. После рождения Яджны он жил в доме своего деда Сваямбхувы Ману. Сыновей Яджны зовут Тоша, Пратоша, Сантоша, Бхадра, Шанти, Идаспати, Идхма, Кави, Вибху, Свахна, Судева и Рочана. Все вместе они называются богами Тушита. Позже Яджна описывается как Индра. Гаруда-пурана говорит, что он совершил множество жертвоприношений.
В другом сюжете из Вишну-пураны рассказывается, что во время жертвоприношения Дакши Яджна, бог жертвоприношения, «убегал, подобно оленю». Голову Яджны отрубил Вирабхадра, свирепое воплощение Шивы. Более поздние описания в Хариванше и Линга-пуране связывают это с происхождением созвездия (накшатры) Мригаширша («с головой оленя»). Бог-творец Брахма вознёс яджну с головой оленя в планетарную сферу как Мригаширша.

## Ассоциация с жертвоприношением

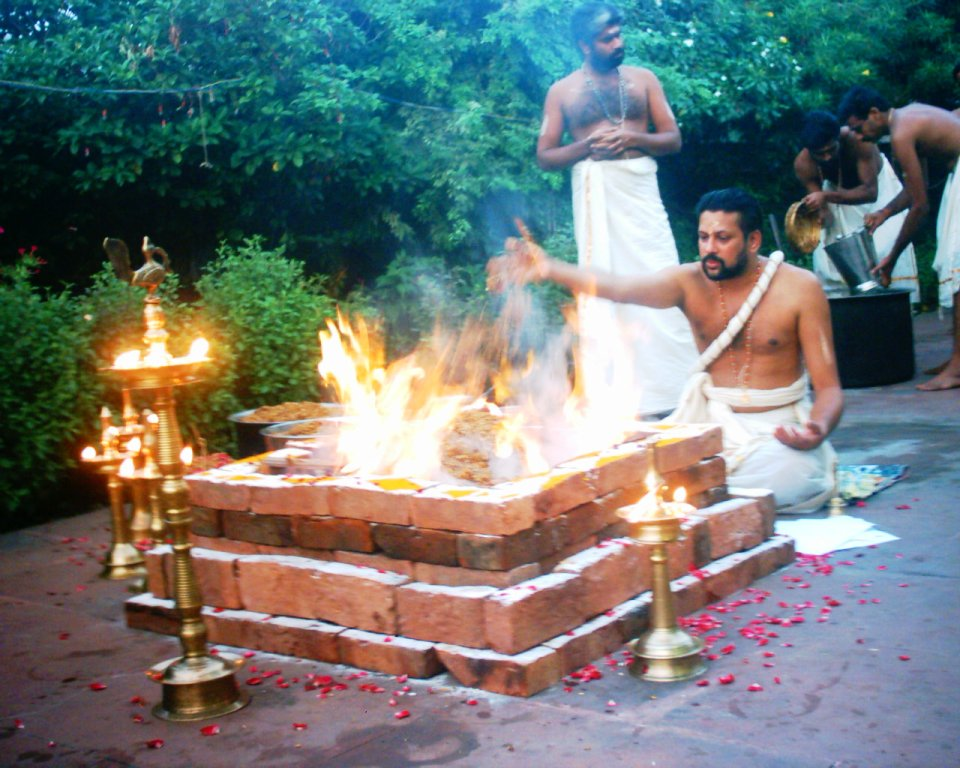
Совершение яджны. Вишну как Яджнешвара считается богом жертвоприношения.

Вишну уже в Ведах приравнивается к яджне как жертвоприношению Один из комментаторов Вед — Саяна описывает Вишну как владыку яджны и самого жертвователя. Даже Бхагавад-гита связывает Вишну с яджной. Совершение жертвоприношений приравнивается к угождению Вишну. В Вишну Сахасранаме («Тысяча имен Вишну») Яджна также упоминается как имя Вишну.